# Milarepa (film 1974)
Milarepa è un film del 1974 diretto da Liliana Cavani, liberamente ispirato al libro Tibet's Great Yogi Milarepa.
Fu presentato in concorso al 27º Festival di Cannes.

## Trama
Leo è un giovane tibetologo italiano che ha appena finito di tradurre Vita di Milarepa e che si ritrova coinvolto in un incidente automobilistico con il suo professore e sua moglie. Nell'auto distrutta e fuori strada in aperta campagna, Leo inizia a raccontare quanto ha finito di tradurre. Le sequenze del film si spostano nel Tibet del passato, dove si evince che il giovane Leo e il suo professore, con relativa moglie, sono in realtà la reincarnazione di Milarepa, di Marpa, e sua moglie. Viene quindi narrata la vita di Mila, giovane sfortunato che impara la magia nera per vendicare i soprusi subìti dalla sua famiglia, per poi purificare il proprio Karma sotto la guida di Marpa, fino ad imparare la vera dottrina, e divenire Mila-Repa. Sul finire del film, la sequenza mostra di nuovo il tempo presente.

## Produzione
Ambientato in Tibet, è stato girato in Abruzzo, su suggerimento di Fosco Maraini.

## Critica
Il film ricevette un'entusiastica recensione di Pier Paolo Pasolini.